# Fenwick (warenhuis)
Fenwick is een onafhankelijke warenhuisketen in Groot-Brittannië. De onderneming werd opgericht in 1882 door John James Fenwick in Newcastle upon Tyne, en bestaat in 2020 uit 9 filialen. De  keten is nog steeds in het bezit van de familie Fenwick en wordt sinds 2012 geleid door Mark Fenwick. Het bedrijf wordt gewaardeerd op 452 miljoen Britse pond.

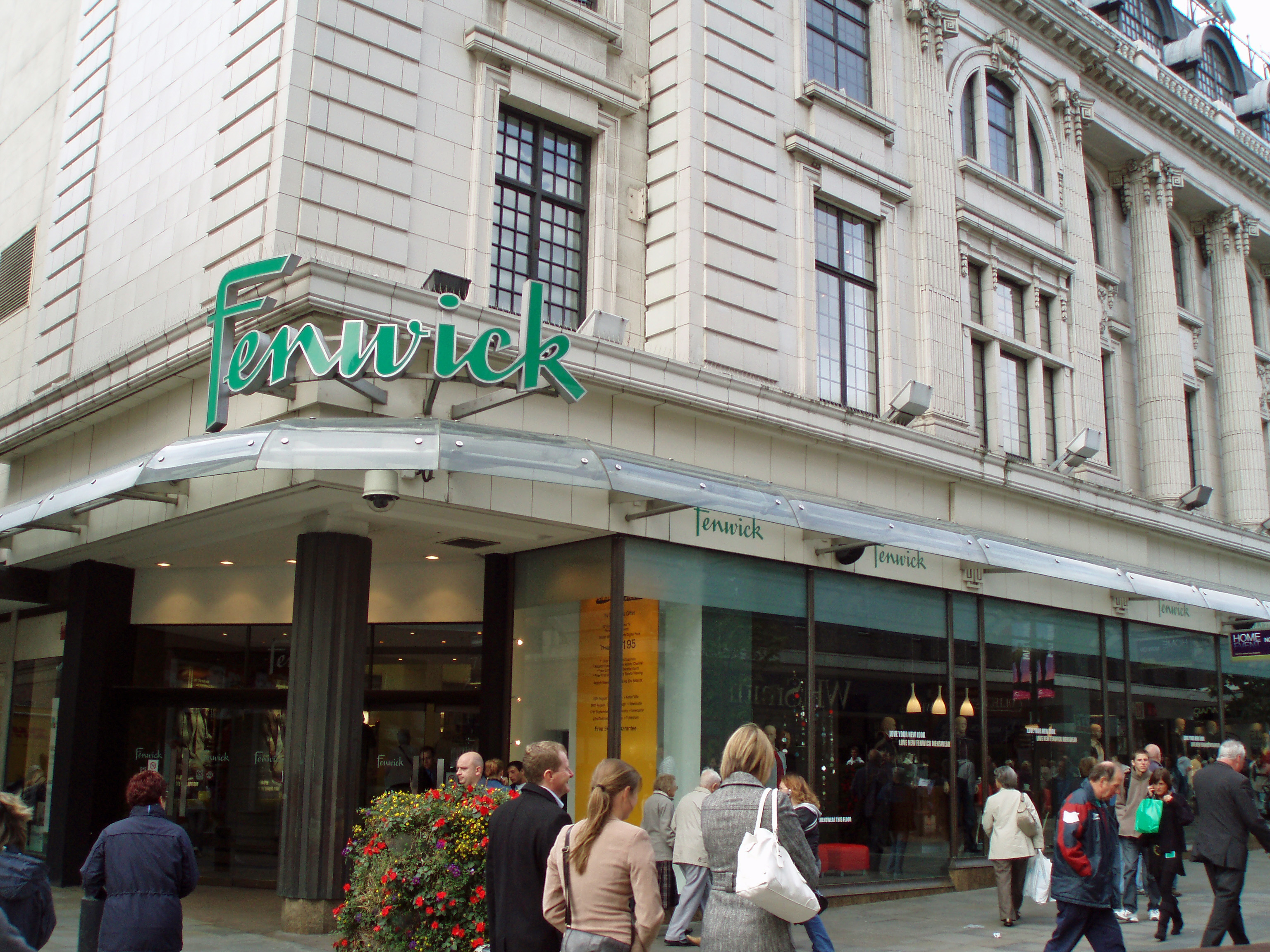
Hoofdingang van het filiaal in Newcastle aan de Northumberland Street.

## Geschiedenis
De oprichter, John James Fenwick, werd in 1846 geboren in Richmond, North Yorkshire De oorspronkelijke winkel werd geopend in 1882 in Newcastle upon Tyne en verkocht alleen mantels, jurken, zijdeartikelen, stoffen en fournituren. Het werd pas een warenhuis toen Johns oudste zoon Fred toetrad tot het bedrijf in 1890. Fred had stage gelopen in Parijs en was geïnspireerd geraakt door Le Bon Marché, het eerste warenhuis ter wereld.
Sindsdien is Fenwick verder uitgebreid. In 1888 werd een filiaal in Sunderland geopend dat binnen een jaar weer werd gesloten. In 1891 werd een filiaal in Bond Street (Londen) geopend. Dit filiaal werd in oppervlakte verdubbeld in 1980. In 2010 werd dit filiaal 20% uitgebreid tot een winkeloppervlakte van ruim 6.600m².
In 1962 kocht de onderneming de winkel Joseph Johnson in Leicester. Dit filiaal werd omgebouwd tot een Fenwick-filiaal. In 1976 opende Fenwick een filiaal in het Brent Cross Shopping Centre in Londen, dat het eerste grote overdekte winkelcentrum in Groot-Brittannië was.
Filialen in Windsor en York volgden in 1980 en 1984. Deze hadden een beperkte assortiment en waren gespecialiseerd in kleding, accessoires en cosmetica. In 1986 werd het warenhuis Ricemans  in Canterbury overgenomen, dat in 2003 werd omgebouwd tot een Fenwick-filiaal. Het Tunbridge Wells filiaal werd geopend in 1992.
In 2001 nam Fenwick een aantal warenhuizen over van Bentalls voor 70,8 miljoen Britse pond. Het betreft  winkels in Bracknell, Ealing, Kingston upon Thames, Lakeside, Royal Tunbridge Wells and Worthing. Het warenhuis in Lakeside werd gesloten en drie filialen (in Ealing, Royal Tunbridge Wells en Worthing) werden doorverkocht aan J E Beale. Het filiaal van Bentalls in Bracknell werd in de loop van 2017 gesloten, toen een Fenwick filiaal met een oppervlakte van ruim 7.400 m²  opende in het nieuwe winkelcentrum The Lexicon Bracknell.
In 2007 nam Fenwick het onafhankelijke warenhuis Williams & Griffin in Colchester, Essex over. Tot het filiaal op 15 september 2016 heropende, na een 35 miljoen Britse pond kostende ombouw, handelde het onder zijn oorspronkelijke naam.
Op 5 januari 2017 maakte Mark Fenwick bekend dat het filiaal in Leicester zal worden gesloten. In april 2017 werd de sluiting van het filiaal in Windsor aangekondigd als gevolg van de toenemende online verkopen. In 2020 waren er 9 filialen in Engeland. In 2022 werd de vlaggenschipwinkel in Newcastle verbouwd voor £ 40 miljoen waarbij de focus gelegd werd op exclusieve merken.
Eind 2022 verkocht Fenwick zijn winkel aan New Bond Street in Londen voor  £ 430 miljoen aan de investeerder Lazari. De winkel aan New Bond Street zal in 2024 gesloten worden.
Fenwick heeft zijn hoofdkantoor in het oorspronkelijke Fenwick warenhuis in het centrum van Newcastle upon Tyne.